# Léon t'Serstevens (politicus)
Léon Jean Baptiste Joseph t'Serstevens (Brussel, 22 maart 1836 - 4 mei 1900) was een Belgisch volksvertegenwoordiger.

## Biografie
Léon t'Serstevens was een zoon van Auguste t'Serstevens (1803-1893) en diens tweede vrouw Elisabeth Libotton (1811-1876). Zijn vader was fabrikant, rechter bij de rechtbank van koophandel in Brussel en censor van de Nationale Bank van België. Jean-Baptiste T'Serstevens, volksvertegenwoordiger, senator en burgemeester van Marbaix-la-Tour en Thuin was zijn halfbroer. Hij trouwde in 1858 in Sint-Joost-ten-Node met Léonie Lyon (1839-1925). Ze kregen twee zoons, maar zonder nakomelingen.
Hij werd in 1872 verkozen tot katholiek volksvertegenwoordiger voor het arrondissement Nijvel en vervulde dit mandaat tot in 1876. Hij was nauw betrokken bij alles wat met landbouw te maken had. Zo was hij:
- voorzitter van de Hoge raad voor de landbouw,
- lid van de toezichtsraad voor het Landbouwinstituut in Gembloers,
- stichter van de Vereniging voor landbouwstations in België,
- stichtend voorzitter van het Landbouwinstituut in Leuven,
- voorzitter van de raad van bestuur van het Landbouwstation en van de Landbouwlaboratoria van de Staat,
- ondervoorzitter van de Centrale raad voor de landbouw.